# Liste der olympischen Medaillengewinner aus Deutschland/J
- Jacob, Klaus
Olympische Sommerspiele 1968, (GDR): Silbermedaille, Rudern „Vierer mit Steuermann Männer“
- Jacob, Matthias
Olympische Winterspiele 1984, (GDR): Bronzemedaille, Biathlon „10 Kilometer Männer“
- Jacobi, Nicolas
Olympische Sommerspiele 2016, (GER): Bronzemedaille, Feldhockey „Männer“
- Jacobsen, Uwe
Olympische Sommerspiele 1964, (EAU): Silbermedaille, Schwimmen „4-mal-100-Meter-Freistilstaffel Männer“
- Jaenecke, Gustav
Olympische Winterspiele 1932, (GER): Bronzemedaille, Eishockey „Männer“
- Jäger, Bernd
Olympische Sommerspiele 1976, (GDR): Bronzemedaille, Turnen „Mannschaftsmehrkampf Männer“
- Jagsch, Pauline
Olympische Sommerspiele 2024, (GER): Silbermedaille, Kanurennsport „K4 500 Meter Frauen“
- Jahl, Evelin
Olympische Sommerspiele 1976, (GDR): Goldmedaille, Leichtathletik „Diskuswurf Frauen“
Olympische Sommerspiele 1980, (GDR): Goldmedaille, Leichtathletik „Diskuswurf Frauen“
- Jahn, Sabine
Olympische Sommerspiele 1976, (GDR): Silbermedaille, Rudern „Doppelzweier Frauen“
- Jährling, Harald
Olympische Sommerspiele 1976, (GDR): Goldmedaille, Rudern „Zweier mit Steuermann“
Olympische Sommerspiele 1980, (GDR): Goldmedaille, Rudern „Zweier mit Steuermann“
- Jäkel, Bernd
Olympische Sommerspiele 1988, (GDR): Goldmedaille, Segeln „Soling“
Olympische Sommerspiele 1996, (GER): Goldmedaille, Segeln „Soling“
- Jäkle, Hansjörg
Olympische Winterspiele 1994, (GER): Goldmedaille, Skispringen „Mannschaft Männer“
Olympische Winterspiele 1998, (GER): Silbermedaille, Skispringe „Mannschaft Männer“
- Jakobs, Marco
Olympische Winterspiele 1998, (GER): Goldmedaille, Bobsport „Vierer Männer“
- Jakosits, Michael
Olympische Sommerspiele 1992, (GER): Goldmedaille, Schießen „Laufende Scheibe“
- Jakschik, Malte
Olympische Sommerspiele 2016, (GER): Silbermedaille, Rudern Achter „Männer“
Olympische Sommerspiele 2020, (GER): Silbermedaille, Rudern Achter „Männer“
- Jakubowski, Bernd
Olympische Sommerspiele 1980, (GDR): Silbermedaille, Fußball „Männer“
- Jamanka, Mariama
Olympische Winterspiele 2018, (GER): Goldmedaille, Bobsport „Zweierbob Frauen“
- Jana, Hanns
Olympische Sommerspiele 1976, (FRG): Silbermedaille, Fechten „Degen Mannschaft Männer“
- Janicke, Marina
Olympische Sommerspiele 1972, (GDR): Bronzemedaille, Wasserspringen „3 Meter Frauen“
Olympische Sommerspiele 1972, (GDR): Bronzemedaille, Wasserspringen „Turm Frauen“
- Jansen, Karl
Olympische Sommerspiele 1936, (GER): Bronzemedaille, Gewichtheben „Leichtgewicht Männer“
- Jansen, Torsten
Olympische Sommerspiele 2004, (GER): Silbermedaille, Handball „Männer“
- Janßen, Olaf
Olympische Sommerspiele 1988, (FRG): Bronzemedaille, Fußball „Männer“
- Janz, Karin
Olympische Sommerspiele 1968, (GDR): Silbermedaille, Turnen  „Stufenbarren Frauen“
Olympische Sommerspiele 1968, (GDR): Bronzemedaille, Turnen „Achtkampf Frauen Mannschaft“
Olympische Sommerspiele 1972, (GDR): Goldmedaille, Turnen „Pferdsprung Frauen“
Olympische Sommerspiele 1972, (GDR): Goldmedaille, Turnen „Stufenbarren Frauen“
Olympische Sommerspiele 1972, (GDR): Bronzemedaille, Turnen „Schwebebalken Frauen“
Olympische Sommerspiele 1972, (GDR): Silbermedaille, Turnen „Achtkampf Frauen Einzel“
Olympische Sommerspiele 1972, (GDR): Silbermedaille, Turnen „Achtkampf Frauen Mannschaft“
- Jarasinski, Kurt
Olympische Sommerspiele 1964, (EAU): Goldmedaille, Springreiten „Mannschaft“
- Jäschke, Martina
Olympische Sommerspiele 1980, (GDR): Goldmedaille, Wasserspringen „Turm Frauen“
- Jasinski, Daniel
Olympische Sommerspiele 2016, (GER): Bronzemedaille, Diskuswurf „Männer“
- Jaunich, Hans-Georg
Olympische Sommerspiele 1980, (GDR): Goldmedaille, Handball „Männer“
- Jellinghaus, Martin
Olympische Sommerspiele 1968, (FRG): Bronzemedaille, Leichtathletik „4-mal-400-Meter-Staffel Männer“
- Jentsch, Martina
Olympische Sommerspiele 1988, (GDR): Bronzemedaille, Turnen „Mehrkampf Frauen“
- Jobst, Rolf
Olympische Sommerspiele 1972, (GDR): Silbermedaille, Rudern „Vierer mit Steuermann Männer“
- Johannesen, Eric
Olympische Sommerspiele 2012, (GER): Goldmedaille, Rudern „Achter Männer“
Olympische Sommerspiele 2016, (GER): Silbermedaille, Rudern Achter „Männer“
- Johannesen, Torben
Olympische Sommerspiele 2020, (GER): Silbermedaille, Rudern „Achter Männer“
- John, Sabine
Olympische Sommerspiele 1988, (GDR): Silbermedaille, Leichtathletik „Siebenkampf“
- Jonath, Arthur
Olympische Sommerspiele 1932, (GER): Bronzemedaille, Leichtathletik „100 Meter Männer“
Olympische Sommerspiele 1932, (GER): Silbermedaille, Leichtathletik „4-mal-100-Meter-Staffel Männer“
- Jones, Steffi
Olympische Sommerspiele 2000, (GER): Bronzemedaille, Fußball „Frauen“
Olympische Sommerspiele 2004, (GER): Bronzemedaille, Fußball „Frauen“
- Joppich, Peter
Olympische Sommerspiele 2012, (GER): Bronzemedaille, Fechten „Florett Mannschaft Männer“
- Jörg, Selina
Olympische Winterspiele 2018, (GER): Silbermedaille, Snowboard „Parallel-Riesenslalom Frauen“
- Jörger, Hans-Georg
Olympische Sommerspiele 1936, (GER): Bronzemedaille, Fechten „Säbel Mannschaft Männer“
- Jung, Mathias
Olympische Winterspiele 1980, (GDR): Silbermedaille, Biathlon „4-mal-7,5-Kilometer-Staffel Männer“
- Jung, Michael
Olympische Sommerspiele 2012, (GER): Goldmedaille, Vielseitigkeitsreiten „Mannschaft“
Olympische Sommerspiele 2012, (GER): Goldmedaille, Vielseitigkeitsreiten „Einzel“
Olympische Sommerspiele 2016, (GER): Silbermedaille, Vielseitigkeitsreiten „Mannschaft“
Olympische Sommerspiele 2016, (GER): Goldmedaille, Vielseitigkeitsreiten „Einzel“
Olympische Sommerspiele 2024, (GER): Goldmedaille, Vielseitigkeitsreiten „Einzel“
- Junge, Stefan
Olympische Sommerspiele 1972, (GDR): Silbermedaille, Leichtathletik „Hochsprung Männer“
- Jungjohann, Caren
Olympische Sommerspiele 1992, (GER): Silbermedaille, Feldhockey „Frauen“
- Junghänel, Henri
Olympische Sommerspiele 2016, (GER): Goldmedaille, Schießen Kleinkaliber liegend „Männer“
- Junk, Sophia
Olympische Sommerspiele 2024, (GER): Bronzemedaille, Leichtathletik „4-mal-100-Meter-Staffel Frauen“
- Junker, Leni
Olympische Sommerspiele 1928, (GER): Bronzemedaille, Leichtathletik „4-mal-100-Meter-Staffel Frauen“
- Jurack, Michael
Olympische Sommerspiele 2004, (GER): Bronzemedaille, Judo „Halbschwergewicht Männer“